# Армянский храмовый комплекс (Москва)
Армянский храмовый комплекс (арм. Հայկական տաճարային համալիր) — храмовый комплекс в Москве, на углу Олимпийского проспекта и Трифоновской улицы. Действует с 2013 года. Является резиденцией патриаршего экзарха, главы Российской и Ново-Нахичеванской епархии Армянской апостольской церкви.

## История

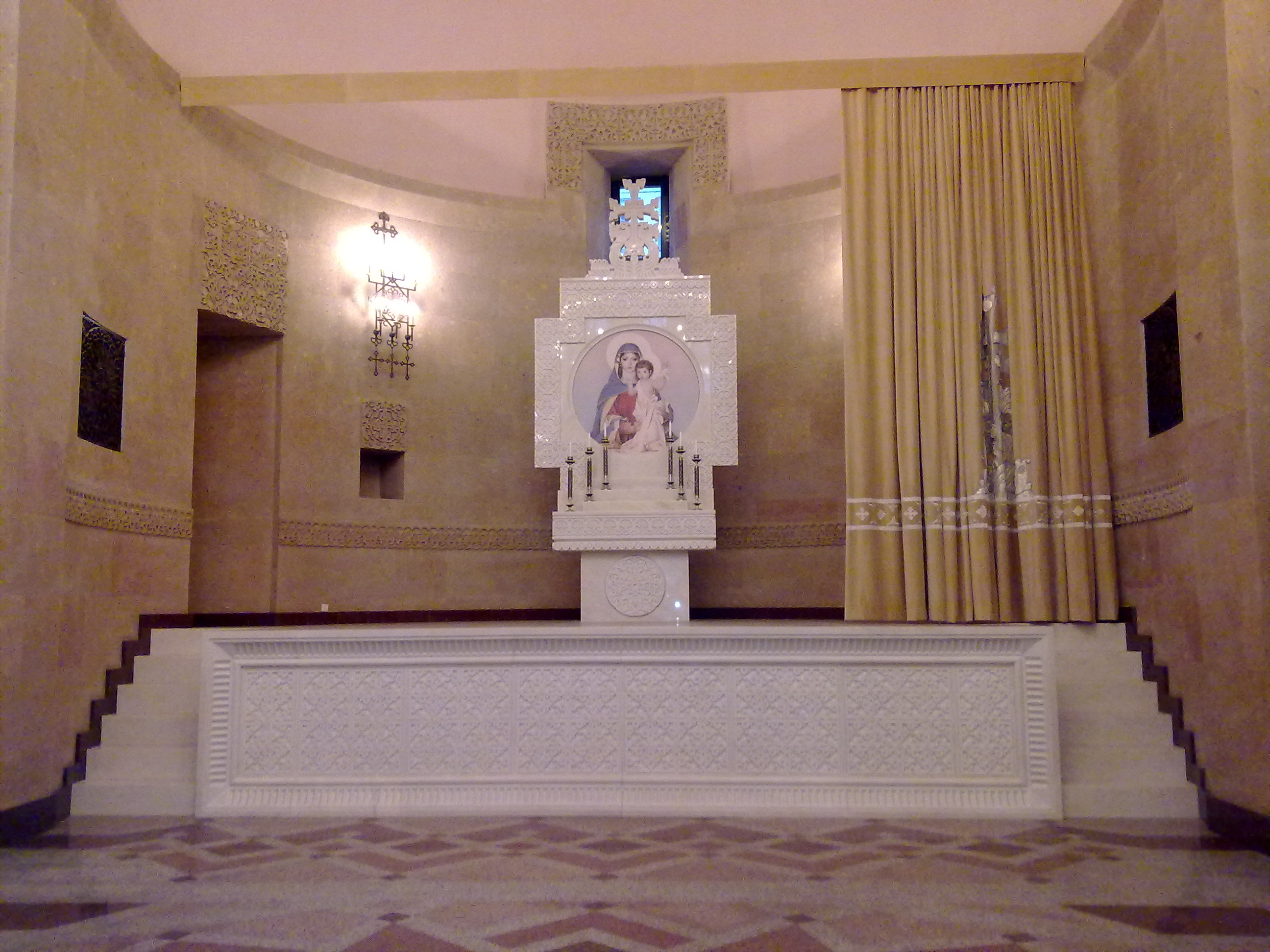
Алтарь часовни Святого Креста, 2010

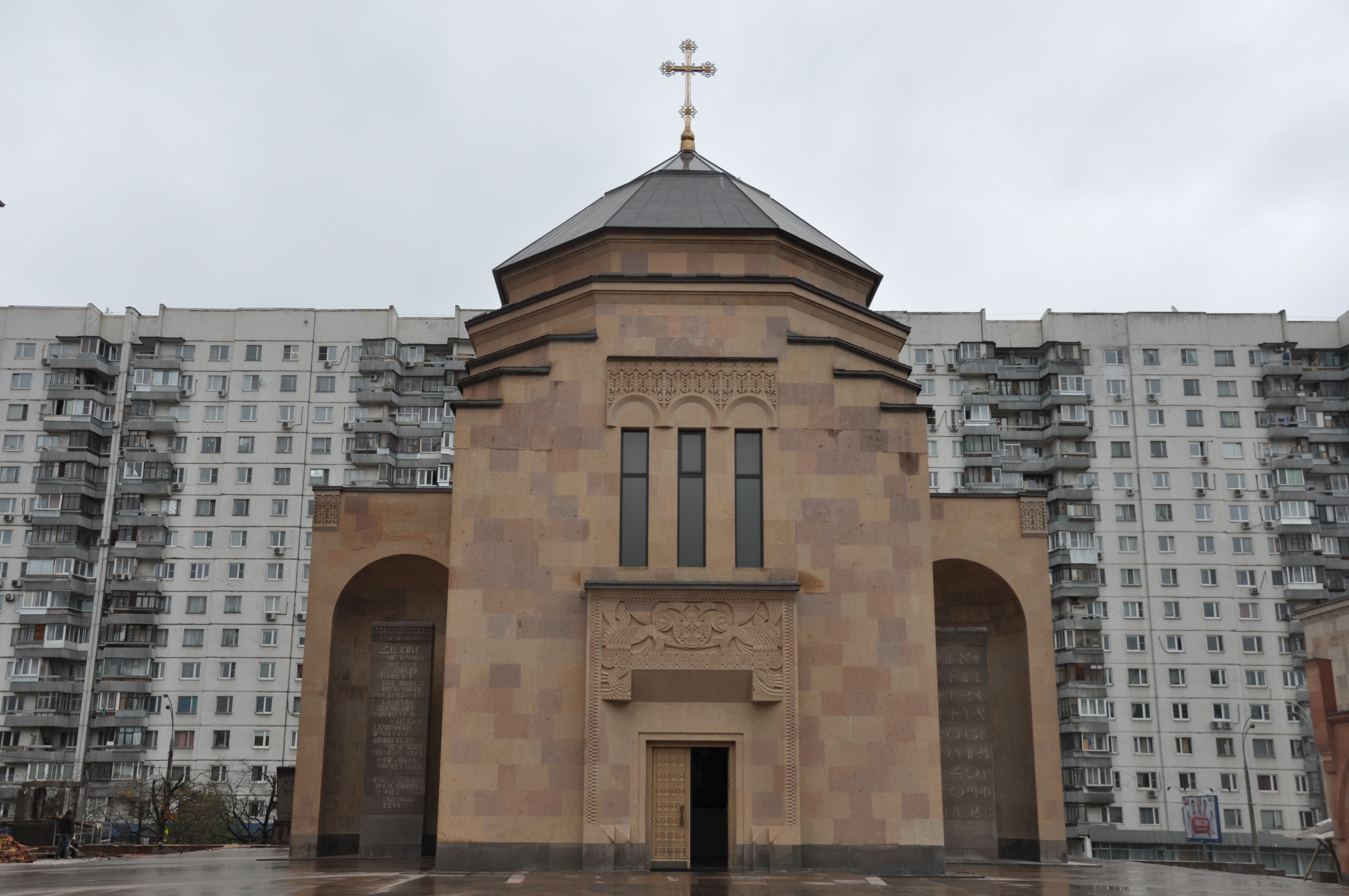
Церковь Святого Креста, 2012

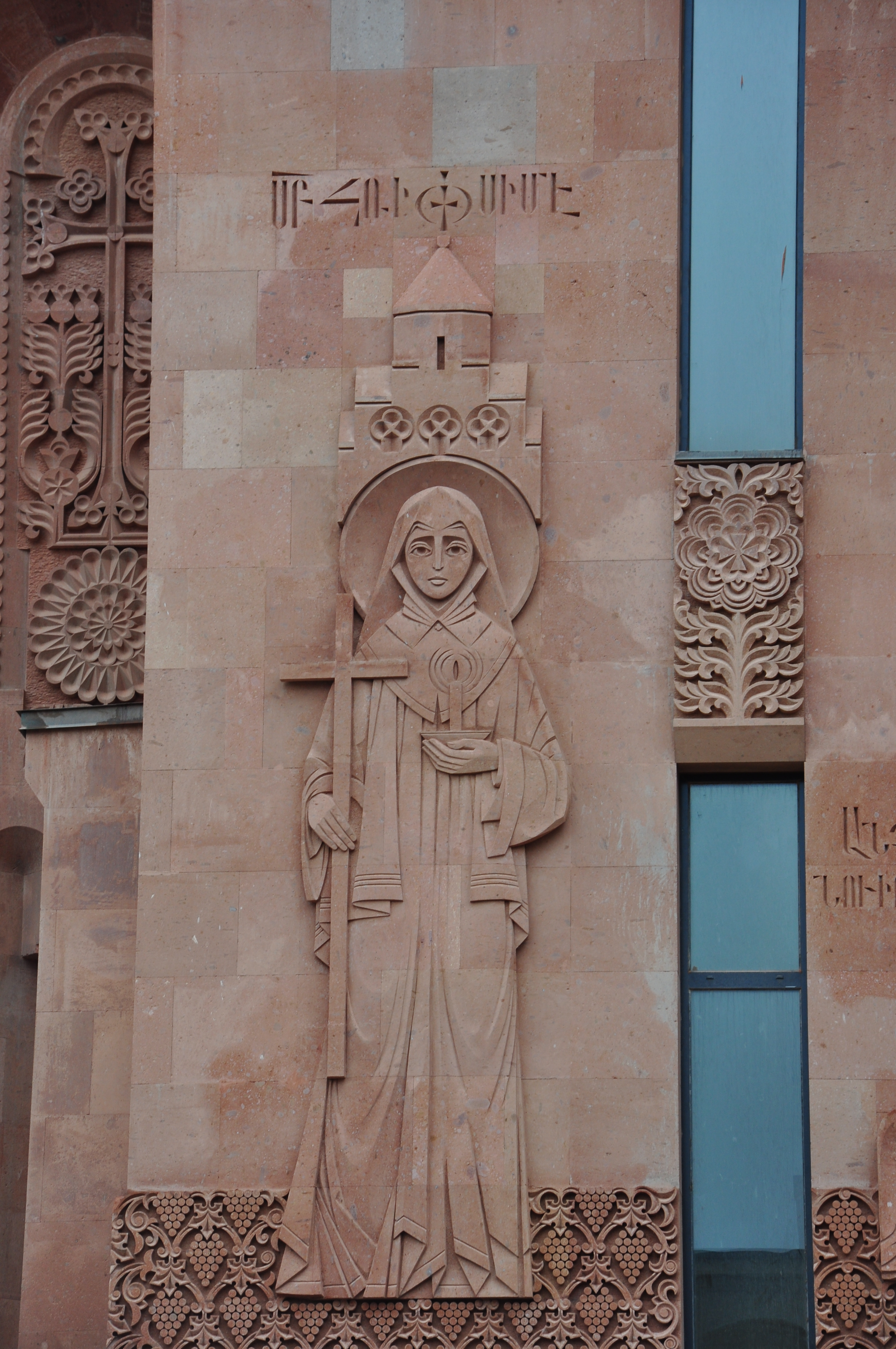
Украшение церкви Святого Креста, 2012 год

Участок для строительства будущего храма на углу Трифоновской улицы и Олимпийского проспекта был выделен правительством Москвы в 1996 году. Работы планировали завершить к 2001 году. Однако сбор денег и строительство были заморожены годом ранее, когда глава Ново-Нахичеванской и Российской епархии ААЦ епископ Тиран (Кюрегян) был лишён сана после обвинения о присвоении средств, пожертвованных на храм.
16 октября 2004 года фундамент будущего храма был освящён в присутствии патриарха Алексия II, католикоса всех армян Гарегина II, мэра Москвы Юрия Лужкова и экзарха ААЦ в Москве епископа Езраса (Нерсисяна)
В 2005 году после судебного процесса приговор Тирану Кюрегяну был обжалован и признан недействительным. Епископ Езрас объявил о новом сборе средств на строительство, которое началось в 2006 году. Автором макета стал архитектор Артак Гулян, барельефы на стенах исполнил скульптор Ашот Адамян. Из-за близости грунтовых вод проект приходилось пересматривать и для большей устойчивости зданий отказаться от нескольких пристроек со стороны Олимпийского проспекта. Строительство длилось семь лет — до 2013 года.
17 сентября 2013 года состоялась торжественная церемония открытия Армянского храмового комплекса в Москве. На ней присутствовали президент Армении Серж Саргсян, католикос Гарегин II и патриарх Кирилл.

## Архитектура
Общая площадь комплекса составляет 11 000 м². Его архитектурной доминантой является Кафедральный собор Преображения Господня, крупнейший армянский храм за пределами Армении — его высота составляет 50 метров. Он построен по классическим канонам армянской церковной архитектуры. Здание располагается на традиционном каменном стилобате, вымощенном гранитной брусчаткой и плитами.
Несмотря на то, что традиционно армянские храмы строятся одноглавыми, собор Преображения Господня — пятиглавый. Таким образом он органично вписывается в архитектурный облик Москвы и её церквей.
Фасады и парапеты храма отделаны туфом розоватого оттенка, пол — мрамором и гранитом. Снаружи и внутри здание украшено резьбой по камню с народными орнаментами, хачкарами, барельефными изображениями Иисуса Христа, Богородицы, апостолов, общехристианских и армянских святых, ангелов, птиц. Над главным входом в собор расположен скульптурный лик Христа с надписью на армянском языке: «Я есмь дверь, кто войдет Мною, тот спасется…»
Внутреннее пространство храма максимально приближено к кругу и обрамлено семью апсидами. На высоте 11 метров находятся ярус-балкон для хора, галерея и служебные помещения. Барабан купола опирается на восемь пилонов. Шатёр состоит из складок, образованных отдельными треугольными гранями.
Рядом с собором на территории комплекса находятся церковь Святого Креста (Сурб Хач) и музей Тапан. Со стороны Трифоновской улицы на входе расположены ворота, отделанные туфом в единой цветовой гамме со зданием Собора
Интерьер церкви украшен фресками с изображением Тайной вечери и крещения Христа. На Алтаре изображена Богородица с Младенцем.
Комплекс состоит из двух уровней (нижнего и верхнего) и резиденции католикоса, на его территории расположены:
1. Кафедральный собор Преображения Господня (Москва)
2. Церковь Святого Креста (Москва)
3. Резиденция Католикоса
4. Административный комплекс
5. Гостевой комплекс
6. Гимназия им. Григора Нарекаци
7. Музей Тапан
8. Подземная парковка

В здании резиденции располагаются апартаменты католикоса и экзарха, зал заседаний, офисные помещения, воскресная школа, трапезная с подсобными помещениями, медпункт, а также технические и вспомогательные помещения.

## Деятельность

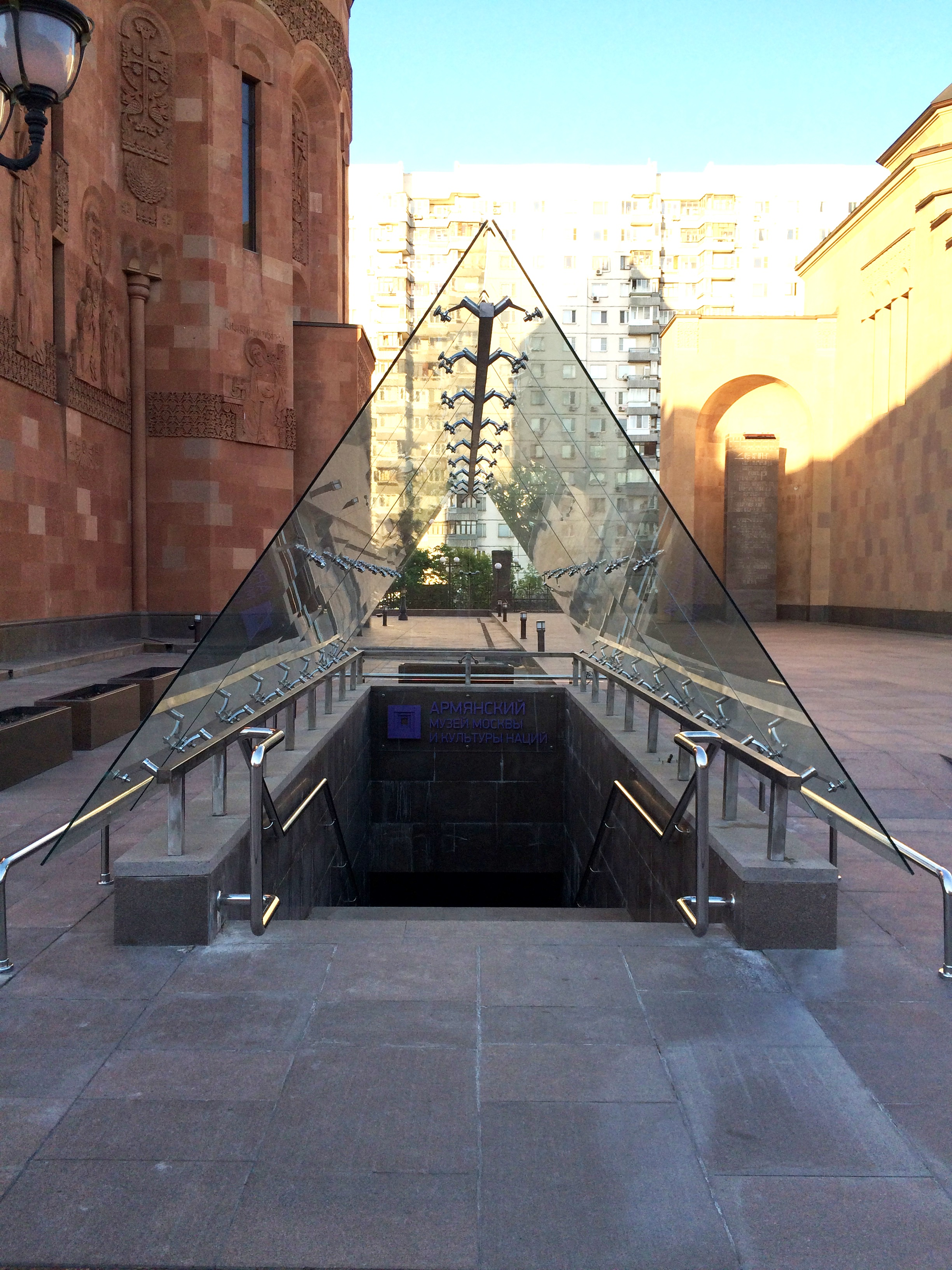
Вход в музей Армянской культуры, 2015

Армянский храмовый комплекс считается одним из духовных центров армян России. В соборе и часовне с 2013 года проходят регулярные богослужения, представители армянской диаспоры Москвы принимают активное участие в приходской жизни.
На территории храмового комплекса проходят тематические арт-программы, выставки, посвящённые культурному взаимодействию Армении и России, встречи с официальными лицами, памятные мероприятия.
В 2015 году к столетию Геноцида армян совместными усилиями главы Российской и Ново-Нахичеванской епархии Армянской Апостольской Церкви Архиепископа Езраса и бизнесмена, общественного деятеля Рубена Григоряна был открыт Армянский музей Москвы и культуры наций, в котором действует восемь залов с тематическими экспозициями: «Быт армян», «Глобус», «Портреты», «Интерактивная книга», «Музыкальная библиотека», «Дантеакан» и «Армянка». В музейном 3D-кинотеатре показывают фильмы об истории Армении и армянского народа.
Также в комплексе существует музей епархии, носящий название «Тапан» (в переводе с армянского — «ковчег»). Открытие обоих музеев было приурочено к 100-летию геноцида армян в Османской империи. В музее «Тапан» проходят выставки, посвящённые становлению духовной жизни армян в России, Армении и других странах мира. В его экспозиции хранятся рукописные книги, картины, старые монеты, медали, мощи святых, предметы церковной утвари. С помощью сенсорных экранов и голографических изображений можно изучить армянский алфавит, рассмотреть карты Армении, ознакомиться с коллекциями музеев разных стран мира, посвящёнными Армении и армянам. Многие художественные и духовные реликвии были пожертвованы из частных собраний представителей армянской диаспоры в Москве.
В Храмовом комплексе действует центр арменоведения -научный центр занимающийся изучением армянского языка, истории и культуры армянского народа.